# Province de Nassau

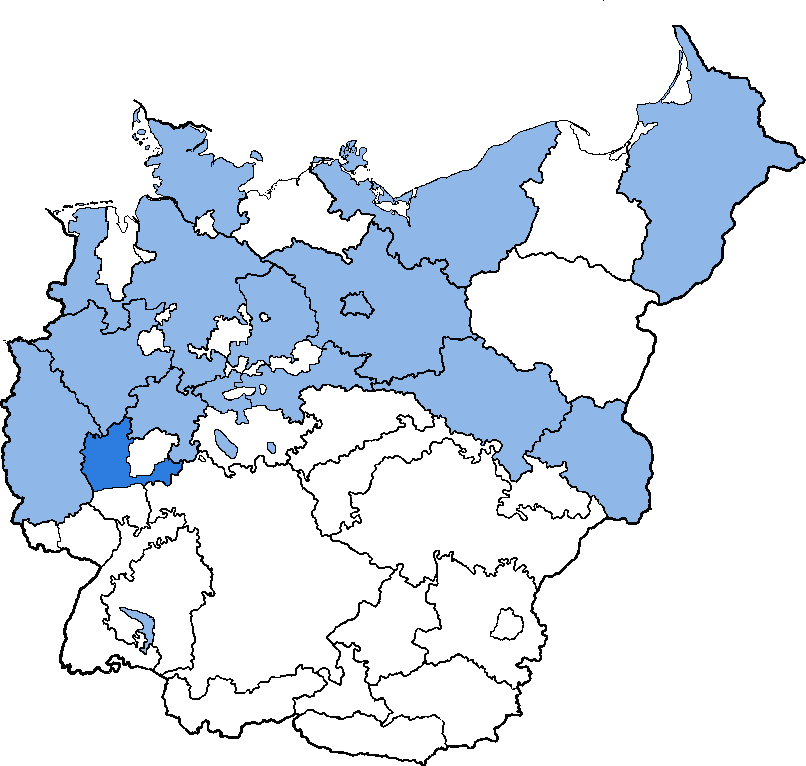
La province de Nassau (en bleu foncé) au sein de l'État libre de Prusse (en bleu clair).

La province de Nassau (en allemand Provinz Nassau) est une ancienne province de l'État libre de Prusse. Elle avait pour capitale la ville de Wiesbaden.
Elle fut créée le 1er avril 1944, de la scission en deux de la province de Hesse-Nassau dont elle constituait la partie méridionale (le nord devenant la Province de Hesse). Son territoire correspondait approximativement à celui de l'ancien Duché de Nassau.
Le 19 septembre 1945, elle constitua une subdivision administrative de la Grande-Hesse (futur Land de Hesse).